# Christophe Bonvin
Christophe Bonvin (* 14. Juli 1965 in Riddes) ist ein Schweizer ehemaliger Fussballspieler.

## Karriere als Spieler

### Vereine
Während der meisten Zeit seiner Karriere war Bonvin beim FC Sion unter Vertrag. Zudem spielte er für Servette FC Genève und Neuchâtel Xamax.
Mit dem FC Sion gewann Bonvin in der Saison 1996/97 den Schweizer Meistertitel und holte 1986, 1995, 1996 und 1997 den Schweizer Cup.

### Nationalmannschaft
Zwischen 1987 und 1996 wurde er in 45 Spielen der Schweizer Nationalmannschaft eingesetzt und erzielte dabei acht Tore. Bonvin war im Kader für die Europameisterschaft 1996.

## Erfolge
als Spieler
- Schweizer Meister: 1996/97 mit dem FC Sion
- Schweizer Cupsieger: 1986, 1995, 1996, 1997 mit dem FC Sion

## Sonstiges
Bonvin besitzt einen grossen Weinkeller in Sion, welcher seit Jahrhunderten im Besitz der Familie ist.